# Gabrielle (Sängerin)
Gabrielle (* 16. April 1970 als Louise Gabrielle Bobb in London) ist eine britische Pop-, Soul-, Jazz- und R&B-Sängerin sowie Songwriterin. Ihren Durchbruch hatte sie 1999 mit ihrem Studioalbum Rise, das in den Britischen Musikcharts die Nummer eins erreichte. Mit den Liedern Dreams (1993), Going Nowhere (1993), Rise (2000) und When a Woman (2000) erzielte sie bislang ihre erfolgreichsten Chartplatzierungen.

## Privatleben
Gabrielle kam im April 1970 als Louise Gabrielle Bobb in London zur Welt. Ihre Eltern stammen vom Inselstaat Dominica. Sie wuchs mit ihren drei Brüdern bei ihrer Mutter auf, wo sie mit Soul- und Reggae-Musik großgeworden ist. Sie leidet unter Ptosis, einem Fehler des rechten Auges, und trug deshalb zu Beginn ihrer musikalischen Karriere eine Augenklappe, später setzte sie sich meist eine dunkle Sonnenbrille auf.

## Musikalische Karriere
Gabrielle erreichte im Juni 1993 mit ihrer Debütsingle Dreams einen Nummer-eins in den Britischen Musikcharts. Im Oktober 1993 erschien ihr Debütalbum Find Your Way, das Gold-Status in den britischen Charts erzielen konnte. Im Mai 1996 veröffentlichte sie ihr zweites Album Gabrielle, das im Vereinigten Königreich Platin-Status erreichte. Erfolgreiche Singles aus ihrem zweiten Album wurden Give Me a Little More Time (1996), If You Ever (1996, ein Duett mit der britischen Band East 17) und das von Burt Bacharach geschriebene Walk On By (1997). Ende September 1999 erschien die Leadsingle Sunshine ihres dritten Studioalbums Rise, das im Oktober des gleichen Jahres herauskam. erschien In Deutschland und in Österreich erreichte Gabrielle damit Goldstatus. Der auf diesem Album enthaltene gleichnamige Song, der ein Sample des Bob-Dylan-Klassikers Knockin’ on Heaven’s Door beinhaltete, brachte Gabriele ihren zweiten Nummer-eins-Hit ein. Ihre dritte Singleauskopplung When a Woman konnte im Juni 2000 unter anderem in den britischen und belgischen Musikcharts Platz 6 erzielen. Mit Should I Stay kam schließlich ihre vierte und zugleich letzte Single von dem Album heraus, die sich lediglich in den britischen Charts eine Platzierung erzielte. Zum Soundtrack der Filmkomödie Bridget Jones – Schokolade zum Frühstück steuerte Gabrielle 2001 mit Out of Reach zum Soundtrack bei. Im Mai 2004 kam ihr viertes Studioalbum Play to Win, das ihr nochmals internationale Erfolge erreichte und in den britischen Charts Silberstatus einbrachte.
Von Januar bis Februar 2021 nahm Gabrielle als Harlequin an der zweiten Staffel der britischen Version von The Masked Singer teil, in der sie den vierten von zwölf Plätzen erreichte. Im März des gleichen Jahres erschien ihr siebtes Studioalbum Do It Again. 
Im Februar 2023 sang Gabrielle zusammen mit Charlie Simpson, der im Kostüm Rhino steckte, im Finale der vierten Staffel von The Masked Singer ein Duett.

## Diskografie
Studioalben

| Jahr | Titel Musiklabel                              | Höchstplatzierung, Gesamtwochen, AuszeichnungChartplatzierungen (Jahr, Titel, Musiklabel, Platzierungen, Wochen, Auszeichnungen, Anmerkungen) | Höchstplatzierung, Gesamtwochen, AuszeichnungChartplatzierungen (Jahr, Titel, Musiklabel, Platzierungen, Wochen, Auszeichnungen, Anmerkungen) | Höchstplatzierung, Gesamtwochen, AuszeichnungChartplatzierungen (Jahr, Titel, Musiklabel, Platzierungen, Wochen, Auszeichnungen, Anmerkungen) | Höchstplatzierung, Gesamtwochen, AuszeichnungChartplatzierungen (Jahr, Titel, Musiklabel, Platzierungen, Wochen, Auszeichnungen, Anmerkungen) | Höchstplatzierung, Gesamtwochen, AuszeichnungChartplatzierungen (Jahr, Titel, Musiklabel, Platzierungen, Wochen, Auszeichnungen, Anmerkungen) | Anmerkungen                                                  |
| Jahr | Titel Musiklabel                              | DE | AT | CH | UK | US | Anmerkungen                                                  |
| ---- | --------------------------------------------- | --- | --- | --- | --- | --- | ------------------------------------------------------------ |
| 1993 | Find Your Way Go! Beat                        | DE72 (8 Wo.)DE | — | — | UK9 Gold · (23 Wo.)UK | — | Erstveröffentlichung: 18. Oktober 1993 Verkäufe: + 100.000   |
| 1996 | Gabrielle Go! Beat                            | — | — | — | UK11 Platin · (38 Wo.)UK | — | Erstveröffentlichung: 27. Mai 1996 Verkäufe: + 300.000       |
| 1999 | Rise Go! Beat                                 | DE19 Gold · (34 Wo.)DE | AT17 (12 Wo.)AT | CH19 Gold · (35 Wo.)CH | UK1 ×4Vierfachplatin · (96 Wo.)UK | — | Erstveröffentlichung: 15. Oktober 1999 Verkäufe: + 1.435.000 |
| 2004 | Play to Win Go! Beat                          | DE98 (1 Wo.)DE | AT72 (1 Wo.)AT | CH70 (5 Wo.)CH | UK10 Silber · (12 Wo.)UK | — | Erstveröffentlichung: 17. Mai 2004 Verkäufe: + 60.000        |
| 2007 | Always The Universal Music Record Label (UMG) | — | — | — | UK11 (5 Wo.)UK | — | Erstveröffentlichung: 1. Oktober 2007                        |
| 2018 | Under My Skin BMG                             | — | — | — | UK7 (3 Wo.)UK | — | Erstveröffentlichung: 17. August 2018                        |
| 2021 | Do It Again BMG                               | — | — | — | UK4 (2 Wo.)UK | — | Erstveröffentlichung: 5. März 2021                           |
| 2024 | A Place in Your Heart Tag8 Music              | — | — | — | UK30 (1 Wo.)UK | — | Erstveröffentlichung: 5. März 2024                           |

## Auszeichnungen
- 1994: BRIT Awards in der Kategorie British breakthrough act
- 1997: BRIT Awards in der Kategorie British female solo artist